# Kiss László (labdarúgó, 1947)
Kiss László (Debrecen, 1947. augusztus 1. –) labdarúgó, középpályás, sportújságíró.

## Pályafutása

### Labdarúgóként
1974-ig a Debreceni EAC csapatában játszott. 1974 és 1978 között a Debreceni VSC együttesében szerepelt. 1978 és 1980 között 42 bajnoki mérkőzésen a Salgótarjáni TC csapatában játszott az élvonalban és hat gólt szerzett.

### Újságíróként
1980 és 1982 között a Nógrád munkatársa volt. 1983 és 1988 között a Népsportnál dolgozott, labdarúgó-szakíróként. 1985-től a labdarúgórovatnál rovatvezető-helyettes volt. 1988 és 1994 között a Mai Nap sportrovatának vezetője volt. 1993–94-ben főszerkesztő-helyettesként is tevékenykedett. 1994-től a Blikk sportrovatának vezetője.